# Animate (рітейлер)
Animate Ltd. (株式会社 ア ニ メ イ ト, Kabushiki gaisha Animeito) є роздрібним відділом компанії MOVIC і є найбільшим роздрібним продавцем аніме, відеоігор та манги в Японії. Перший і головний магазин Animate був відкритий в 1983 році в Ікебукуро, районі Токіо, Японія.

## Роздрібні магазини
Наразі в Японії є 117 магазинів Animate, чотири в материковому Китаї (Пекін, Шанхай, Нанкін та Ченду), два на Тайвані (Тайбей та Тайчжун), один у Гонконзі, один у Бангкоку, Таїланд та один у Сеулі, Південна Корея.

### Інтернет-магазини
На цю мить в Animate є два інтернет-магазини: анімаційний Інтернет-магазин, який працює з 2005 року та анімаційний міжнародний.

### Колишні магазини
- Станція Сакайхігасі, Осака
- Лос -Анджелес, Каліфорнія (закритий у 2003 році).

## Дочірні підприємства
- Animate Film (アニメイトフィルム) — студія анімації.
- Libre Publishing (リ ブ レ 出版 株式会社): спочатку частина Biblos Co., Ltd. (株式会社 ビ ブ ロ ス) Після банкрутства Biblos 5 квітня 2006 року, спричиненого банкрутством мережі, розпочатим його материнською компанією Hekitensha (碧天 舎), [5] animate, MOVIC, Frontier Works Inc. фінансували компанію, дозволяючи Biblos Co., Ltd. продовжувати роботу. 1 травня 2006 року компанія була перейменована в Libre Publishing і стала дочірньою компанією animate Ltd.[6] Однак компанія все ще була зареєстрована як заснована 28 грудня 2000 року.
- Animate Oversea Co., Ltd. (安利 美 特 股份有限公司): Спільне підприємство animate Ltd., Kadokawa Taiwan Corporation та Nongxueshe (пізніше United Distribution Co.). Компанія діє як оператор відділень Animate на Тайвані та в Гонконзі. У 2000 році був відкритий перший закордонний магазин у Сімендіні, Тайбей.[7]
- Animate Shanghai Co. (魅 特 （上海） 商贸 有限公司): Заснований у травні 2011 року.
- Animate Chinese online shopping platform (animate中国 線上 購物 平台): Інтернет-магазин Tmall, що управляється animate Shanghai Co., LTD., створений у 2012.

- Animate North AMERICA, Ltd.: Північноамериканська дочірня компанія.

- Acos co., ltd. (株式会社 ア コ ス): Дочірня компанія, що спеціалізується на костюмах.
- ACOS animate costume kan (ACOS ア ニ メ イ ト コ チ ュ ュ ー ム 館): мережа магазинів костюмів від acos co., Ltd.
- ACOS Online Shop (ACOS オ ン ラ イ ン シ ョ ッ プ): Інтернет-магазин для acos co., Ltd.
- Japan Manga Alliance CO., LTD. (株式会社 ジ ャ パ ン ン ガ ガ ラ イ ン ス ス): Це спільне підприємство animate Ltd., Kadokawa Corporation, Kodansha, Shueisha, Shogakukan, створене 2015го. Компанія мала бути зареєстрована в Бангкоку, Таїланд, восени 2015 року.[8] Компанія діє як оператор відділень Animate в Бангкоку.
- animate JMA Co: Заснована у 2015 як 100% дочірня компанія Japan Manga Alliance. Перший анімаційний магазин під компанією був відкритий у 2016-02-06 у центрі MBK (Mahboonkrong) у Бангкоку як animate Bangkok store (ア ニ メ イ ト バ ン コ ク ク). [9][10]
- Animate-GyaO Corporation (株式会社 ア ア メ イ ト ギ ャ オ)/animate Bookstore(ア ニ メ イ ト ブ ッ ク ス ト ア): електронний книжковий магазин.
- USA Animate Online Shop: Інтернет-магазин на ринку США для компанії Animate North AMERICA, Ltd., створений у січні 2013 р.[11] Інтернет-магазин був закритий у2016 р та відкритий заново у 2018 р.

## Маркетинг
- Мейто Анісава (兄 沢 命 斗, Anisawa Meito) - персонаж-талісман Animate, якого ласкаво називають Anime Tenchō (ア ニ メ 店長). Він зображений як дикий аніме-персонаж з колючими волоссям і хвилястими м’язами, одягнений у форму Animate, що вживає крайніх заходів для просування товарів Animate. Оригінальна відеоанімація за мотивами персонажа була створена компанією Gainax і випущена в 2002 році. Ще одна OVA була випущена в 2010 році. Анімаційний проєкт, який перетинає Anime Tenchō з Touhou Project, був створений компанією ufotable і вийшов в етер 20 листопада 2010 року в Animate Ichioshi Bishojo Аніме Мацурі, щоб відсвяткувати 10-річчя героя-талісмана Animate.[12]